# Porotrichodendron biforme
Porotrichodendron biforme är en bladmossart som beskrevs av Brotherus 1925. Porotrichodendron biforme ingår i släktet Porotrichodendron och familjen Lembophyllaceae. Inga underarter finns listade i Catalogue of Life.